# Кук, Уильям Альфред
Уильям Альфред Кук (англ. William Alfred «Bill» Cook; 27 января 1931 — 15 апреля 2011) — американский предприниматель, филантроп и один из основателей (вместе со своей женой) компании Cook Group, которая занимается производством медицинского оборудования. Проживал в Блумингтоне и входил в список богатейших людей США.

## Биография
Родился 27 января 1931 года в Мэттуне (округ Коулс). Закончил школу в Фултоне, где в юношестве был редактором местной спортивной газеты о лёгкой атлетике и баскетболе. Поступил в Северо-Западный университет на медицинский факультет, который окончил в 1953 году. После университета планировал работать по специальности, однако был призван на воинскую службу на 2 года в качестве военного хирурга. В 1957 году женился на Гейл Карч: в браке родился сын Карл (нынешний руководитель Cook Group). В 1963 году переехал вместе с семьёй в Блумингтон, где и основал корпорацию. За свой вклад был удостоен звания почётного доктора многих университетов, в том числе Индианского.

### Охрана памятников
Уильям Кук и Гейл Карч интересовались коммерческими проектами по охране памятников истории и культуры. Самым известным из таких проектов был отель Уэст-Баден-Спрингс (им занималась компания Indiana Landmarks.
В 2007 году Уильям и его жена пожертвовали средства на восстановление мельницы Бека в Салеме (Индиана). Позже Куки пожертвовали ещё 7 млн долларов Indiana Landmarks на реставрацию церкви.

## Капитал
Уильям Кук был самым богатым человеком в Индиане. Согласно Форбс 400 его состояние равнялось 5 млрд долларов. В сентябре 2020 года он находился на 101 месте в списке из 400 самых богатых американцев. Его состояние оценивалось в 3 млрд долларов.